# Link-local Multicast Name Resolution
LLMNR (Link-local Multicast Name Resolution) est un protocole normalisé par l'IETF pour la résolution de noms sur un réseau local, lorsque les machines ne sont pas inscrites dans un serveur DNS manuellement ou par le biais d'un serveur DHCP. Il est présent sur les systèmes Windows actuels.

## Description
LLMNR fonctionne par diffusion restreinte (multicast) de la requête sur le réseau local. Il permet l'échange de noms sur les réseaux domestiques. Il y a lieu de le désactiver sur des réseaux d'entreprise composés d'ordinateurs équipés de systèmes Windows qui disposent de serveurs DNS, principalement pour des raisons de sécurité. C'est un protocole extrêmement "bruyant".

## Historique
Microsoft normalise LLMNR dans le RFC 4795, en 2007. Ce protocole est apparu dans les environnements informatique avec Windows XP, depuis 2001.